# Alejandro Valdés Tobier
Alejandro Enrique Valdés Tobier (L'Avana, 18 novembre 1988) è un lottatore cubano, specializzato nella lotta libera. Vincitore di due medaglie di bronzo ai mondiali e una medaglia di oro ai Giochi panamericani di nella categoria -65 chilogrammi. Ha rappresentato Cuba ai Giochi olimpici estivi di Rio de Janeiro 2016 giungendo settimo nel torneo della lotta libera, categoria fino a 65 chilogrammi.

## Palmarès
- Mondiali

Parigi 2017: bronzo nei -65 kg.
Budapest 2018: bronzo nei -65 kg.
- Giochi panamericani

Lima 2019: oro nei -65 kg.
- Campionati panamericani

Monterrey 2010: oro nei -60 kg.
Panama 2013: oro nei -60 kg.
Città del Messico 2014: oro nei -66 kg.
Frisco 2016: argento nei -70 kg.
Lima 2018: bronzo nei -65 kg.
- Giochi centramericani e caraibici

Barranquilla 2018: oro nei -65 kg.
- Campionati centramericani e caraibici

L'Avana 2018: oro nei -65 kg.